# Kalkstad (naturreservat)
Kalkstad är ett naturreservat i Mörbylånga kommun i Kalmar län.
Området är naturskyddat sedan 2000 och är 22 hektar stort. Reservatet ligger väster om byn Kalkstad och består av ekskog med stora hasselbestånd. 